# واموش‌دیورک
واموش‌دیورک (به مجاری:  Vámosgyörk) یک شهرداری در مجارستان است که در ناحیه دیوندیوش واقع شده‌است. واموش‌دیورک ۲۱٫۸۱ کیلومتر مربع مساحت و ۲٬۰۱۲ نفر جمعیت دارد.